# Rusești (okręg Hunedoara)
Rusești – wieś w Rumunii, w okręgu Hunedoara, w gminie Bulzeștii de Sus. W 2011 roku liczyła 23 mieszkańców.